# 星野安三郎
星野 安三郎（ほしの やすさぶろう、1921年5月6日 - 2010年3月13日）は、日本の法学者。専門は、憲法学・教育法。東京学芸大学名誉教授、立正大学名誉教授。

## 略歴
1921年、栃木県日光市に生まれる。旧制第二高等学校を経て、1943年に東北帝国大学法文学部法学科入学。入学直後に入営することとなり、戦後復員後に復学。1947年に同校を卒業し、東北大学特設研究科に進学して1948年に修了。同年、東京第三師範学校長の田中保房に誘われて同校の講師に就任。学制改革に伴い、東京学芸大学講師、助教授、教授として研究・教育活動を継続。1975年に日本学術会議中央選挙管理委員長、1981年に定年まで1年残して退任。立正大学教授となり、法学部長を歴任。1992年退職。1986年日本教育法学会会長。新名学園私学教育研究所初代所長。
憲法9条護持、天皇制批判の憲法学者で、「平和的生存権」を提唱、「平和を守る科学者の会」「わだつみ会」「安保問題研究会」などにも参加した実践的憲法学者。教育法分野での研究でも活動し、「日本教育法学会」会長を務め、「子どもの人権と体罰研究会」の代表も務めた。。
1995年、憲法みどり農の連帯共同代表として参院選に出馬したが、落選した。

## 著書
- 憲法と教育 平和と民主教育の実践 法律文化社 1961 (かわずブックス)
- 憲法 勁草書房 1966
- 憲法と国民感情 そのひろがりとふかさの分析 社会新報 1966
- 憲法に生きる 法律学者の歩み 1968 (三省堂新書)
- 母と教師の憲法読本 子どもと婦人のしあわせのために 労働旬報社 1968
- 戦後日本の教育と憲法 その歴史的展開 新評論 1971
- 憲法を考える ポプラ社 1972
- 平和に生きる権利 法律文化社 1974 (現代の人権双書)
- われら平和憲法人 平和的共存権の確立のために 平和文化 1984.8

## 共編著
- 世界の議会 その制度と実態 小林孝輔共編 至誠堂 1959
- 憲法改正 1962 (三一新書)
- 日本国憲法史考 戦後の憲法政治 小林孝輔共編 法律文化社 1962
- 自衛隊 林茂夫共著 1963 (三一新書)
- 表現の自由 大衆行動の権利 法律文化社 1969
- 学問の自由と教育権 鈴木安蔵共編 成文堂 1969
- 憲法副読本 小林孝輔、和田英夫共編 文真堂 1975
- 教科書の検定 羽仁説子共編 四星社 1982.11
- 自衛隊の海外派兵 君は「国際平和」の美名で銃をとるか? 小西誠共編著 社会批評社 1991.2
- 日本国憲法平和的共存権への道 その世界史的意味と日本の進路 古関彰一共編 高文研 1997.2

## 記念論集
- 平和と民主教育の憲法論 星野安三郎先生古稀記念論文集刊行委員会 勁草書房 1992.5

## 注
1. ↑  https://www.jca.apc.org/beheiren/567HoshinoYasusaburousanShikyo.htm